# Corpo della fanteria di marina ucraina
Il Corpo della fanteria di marina ucraina (in ucraino Морська піхота України?, Mors'ka pichota Ukraïny) è un ramo delle Forze armate dell'Ucraina. Nato come forza anfibia della Marina militare ucraina, nel 2023 è stato riorganizzato come corpo indipendente. Viene utilizzato come parte integrante di operazioni anfibie e aviotrasportate, da solo o in coordinamento con formazioni e unità dell'esercito al fine di catturare coste, isole, porti, basi navali, aeroporti costieri e altre installazioni nemiche. Può inoltre essere utilizzato per la difesa di basi navali e aree costiere importanti.

## Storia
Il Corpo della fanteria di marina discende direttamente dalle unità di fanteria di marina della flotta del Mar Nero della Marina dell'Impero Russo.

### Fondazione
L'etmano Pavlo Skoropads'kyj capì l'importanza della fanteria di marina per la sicurezza della nazione, e già nel primo mese del suo incarico nella neonata Repubblica Popolare Ucraina, il 23 maggio 1918, ordinò al Dipartimento della Marina di formare una brigata di fanteria formata da tre reggimenti. La missione di questa unità era di fornire una guarnigione dei forti costieri, con il primo reggimento schierato sul confine occidentale fino al villaggio di Suchavka (vicino ad Odessa), il secondo reggimento da Suchavka a Stanislavov (oggi Ivano-Frankivs'k), e il terzo reggimento da Stanislavov all'istmo di Perekop. Queste unità continuarono a servire la nazione fino alla caduta della Repubblica, nel 1920.

### Storia moderna
Il 22 febbraio 1993, l'880º Battaglione fanteria di marina russo della flotta del Mar Nero, comandato dal maggiore Vitalij Rožmanov, giurò fedeltà all'Ucraina. Dopo la creazione della Marina il 1º luglio 1993, come ramo autonomo delle Forze armate dell'Ucraina, nella città di Sebastopoli venne costituito il primo battaglione di fanteria navale. Nel 1994 venne creata la 4ª Brigata della fanteria di marina, fino al 1998 parte della Guardia Nazionale dell'Ucraina, quando venne trasferita alla Marina e rinominata 1ª Brigata Autonoma della fanteria di marina. Nel 1999 la brigata era formata da due battaglioni, per un totale di 1500 uomini. A causa dei tagli alla spesa militare, fra il 2003 e il 2004 venne ridotta ad un singolo battaglione. Soltanto nel 2013 la fanteria di marina venne nuovamente potenziata.
Il Corpo della fanteria di marina venne seriamente colpito dall'occupazione russa della Crimea nel 2014, in quanto la maggioranza delle sue unità si trovavano nella penisola. Nel settembre dello stesso anno il corpo venne riformato e impiegato nei combattimenti in Donbass.
Il 23 maggio 2018, in occasione del centenario della fondazione del corpo, il presidente Petro Porošenko assegnò nuovi colori al corpo, ne annunciò la trasformazione in Divisione della fanteria di marina e ne cambiò il colore del basco, da nero a verde, seguendo la tradizione dei Royal Marines britannici e – ma solo dal 2011 – dei Lagunari italiani.
Nel febbraio 2023 è iniziata la formazione di due nuove brigate di fanteria di marina, rispettivamente sulla base di un battaglione della 79ª Brigata d'assalto aereo e del 503º Battaglione autonomo, raddoppiando così il numero di unità esistenti.

#### Promozione a un servizio indipendente
In occasione della celebrazione del 105º compleanno del Corpo il 23 maggio 2023, il presidente ucraino Volodymyr Zelens'kyj, in veste di comandante supremo delle forze armate, in una visita a un'installazione del Corpo della Fanteria di Marina ha annunciato che a partire da quel giorno, in segno di gratitudine per il servizio reso alla nazione e popolo specialmente durante l'invasione russa, la Fanteria di Marina doveva essere ufficialmente separata dalla marina ucraina ed era elevata a un ramo indipendente delle forze armate dell'Ucraina, con il suo comandante generale ora parte dello stato maggiore e nominato da il comandante in capo delle forze armate.
Sebbene sia un ramo separato delle forze armate, sono stati presi accordi affinché la Marina continui ad assistere il Corpo nelle sue operazioni anfibie e fornire copertura aerea e supporto di artiglieria costiera dalle sue navi per le operazioni di sbarco. La decisione di separarsi dalla Marina vera e propria e diventare un ramo indipendente delle forze armate è stata presa tenendo conto delle esigenze del Corpo e del suo numero crescente di militari che attualmente combattono contro le forze russe durante l'invasione in corso, nonché dello status delle sue formazioni costituenti e della sua missione e obblighi per quanto riguarda le disposizioni della Costituzione e delle leggi della repubblica come parte delle più ampie Forze Armate sia in guerra che in pace.
In occasione della promozione del Corpo a forza armata autonoma la simbologia di tutte le unità è stata uniformata, e il 3 luglio è stata presentata ufficialmente la nuova identità visuale. Tutti gli stemmi seguono quindi lo stesso schema di colori e lo stesso design.
Il 16 gennaio 2024 è stata trasferita dalla 59ª Brigata motorizzata alla fanteria di marina l'unità droni "Birds of Madyar", una delle più esperte ed efficienti dell'esercito ucraino, riorganizzata per l'occasione nel 414º Battaglionie droni d'attacco. All'inizio di luglio il battaglione è stato espanso al rango di reggimento. Ad aprile 2024 l'alto comando ucraino ha costituito un nuovo corpo d'armata, il 30º Corpo di marina, al fine di riunire tutte le unità della fanteria di marina sotto un'unica struttura di comando, così come fatto per le Forze d'assalto aereo con il 7º Corpo d'assalto aereo creato all'inizio dell'anno. Due brigate delle Forze di difesa territoriale, la 126ª ad aprile e la 124ª a giugno, sono state riassegnate al Corpo della fanteria di marina. A ottobre sono stati costituiti il 310º Battaglione di guerra elettronica, la prima unità di questo tipo nella fanteria di marina ucraina, e il 426º Battaglione sistemi senza pilota. A dicembre la 150ª Brigata meccanizzata è stata trasferita dalle Forze terrestri al Corpo della fanteria di marina, venendo successivamente riorganizzata nella 40ª Brigata di difesa costiera. A gennaio 2025 anche la 124ª Brigata di difesa territoriale è stata riorganizzata, diventando la 34ª Brigata di difesa costiera. All'inizio di marzo è toccato alla 126ª Brigata di difesa territoriale, ribattezzata 39ª Brigata di difesa costiera.

## Struttura e organizzazione
Attualmente il Corpo della fanteria di marina è organizzato come segue:
- Comando della fanteria di marina (unità militare A2022)
  -  30º Corpo fanteria di marina[26]
    -  32ª Brigata artiglieria (Altestove, unità militare A1325)
    -  34ª Brigata di difesa costiera (Cherson, unità militare А7053)
    -  35ª Brigata fanteria di marina "Contrammiraglio Mychajlo Ostrohrads'kyj" (Dačne, unità militare A0216)
    -  36ª Brigata fanteria di marina "Contrammiraglio Mychajlo Bilyns'kyj" (Mykolaïv, unità militare A2802)
    -  37ª Brigata fanteria di marina (Čornomors'k, unità militare A4548)
    -  38ª Brigata fanteria di marina "Atamano Petro Sahajdačnyj" (unità militare A4765)
    -  39ª Brigata di difesa costiera (Odessa, unità militare А7382)
    -  40ª Brigata di difesa costiera (Mala Ljubaša, unità militare A4935)
    -  406ª Brigata artiglieria "Maggior generale Oleksij Almazov" (Mykolaïv, unità militare A2062)
    -  15º Reggimento supporto (Mykolaïv, unità militare A5025)
    -  7º Battaglione artiglieria missilistica contraerei (Očakiv, unità militare A0350)
    -  140º Battaglione ricognizione (Skadovs'k, unità militare A0878)
    -  310º Battaglione guerra elettronica (unità militare A5032)
    -  380º Battaglione fanteria di marina di riserva
    -  426º Battaglione sistemi senza pilota (Mykolaïv)

  -  67º Battaglione logistico (Odessa)
  -  80º Battaglione comando (unità militare A4656)
  -  241º Centro addestramento "Sabbie di Oleshky" (Radens'k, unità militare А2407)
  -  319º Nodo informazioni e telecomunicazioni
  -  Scuola della fanteria di marina (Mykolaïv)
  -  Centro di reclutamento della fanteria di marina (Mykolaïv)